# Discografia de Kelly Rowland
A discografia de Kelly Rowland, uma cantora e compositora norte-americana de R&B, começou em 1997, com a banda feminina norte-americanas mais vendida, Destiny's Child, que já embarcou cerca de cinquenta milhões de discos no mundo inteiro. A sua discografia como uma artista solo inclui 3 álbuns de estúdio, 3 álbuns de compilação, 2 extended plays, 42 singles (incluindo 15 em que foi creditada como artista convidada), 3 álbuns de vídeo e 40 vídeos musicais.
Rowland começou a sua carreira solo em 2002 com o lançamento de seu álbum de estreia, Simply Deep, que continha influências de R&B e rock. Ela incluía no seu conjunto o single número um a nível mundial "Dilemma", com o rapper Nelly, que foi certificado três vezes platina na Austrália. Outros singles lançados do álbum incluem "Stole", "Can't Nobody" e "Train on a Track". "Stole" culminou no top trinta da Billboard Hot 100 e os cinco melhores na maioria das outras regiões, incluindo a Austrália e o Reino Unido, onde alcançou o número dois. "Can't Nobody" e "Train on a Track", respectivamente, também alcançaram o top cinco e vinte no Reino Unido, mas não repetiram o impacto em outras regiões. O álbum foi um sucesso comercial; dois milhões de cópias foram vendidas em todo o mundo. Posteriormente, foi disco de platina no Reino Unido, e ouro na Austrália, Canadá, e Estados Unidos.
Em 2005, as Destiny's Child lançaram seu último álbum antes de acabarem no ano seguinte. Rowland preparou o seu próximo álbum de estúdio, inicialmente sob o título My Story. No entanto, este foi reformulado e, finalmente, lançado em 2007, Ms. Kelly. Apresentou o single que foi êxito com liderança moderada, "Like This" com Eve, e o sucesso internacional "Work". Um terceiro single, "Ghetto", com Snoop Dogg, foi lançado mas não entrou nas paradas. Os ré-lançamentos do álbum também incluem um outro single moderadamente bem sucedido, "Daylight", com Travis McCoy. Apesar de vender mais de 1,2 milhões de cópias em todo o mundo, o álbum teve bem menos sucesso do que seu antecessor, não tendo conseguido ganhar nenhuma certificação. Durante este tempo Rowland também contou com "Here We Go" de Trina em 2005, que atingiu um pico no top vinte do Reino Unido, Nova Zelândia e Estados Unidos.
Em 2009, a Columbia Records terminou seu contrato com Rowland, devido à falta de sucesso comercial com Ms. Kelly. Desde então, Rowland trabalhou em uma série de colaborações com cantores europeus; nomeadamente a cantora francesa Nâdiya, o cantor italiano Tiziano Ferro, e o DJ francês David Guetta. Rowland colaborou com Guetta para várias canções do seu álbum One Love. Isto incluiu a participação de Rowland no hit mundial, "When Love Takes Over". Após o sucesso do single, ela anunciou que seu próximo álbum de estúdio seria mais up-tempo com influências de dança e Europop.
Desde então, ela assinou um contrato com a Universal Motown Records e estava planeando lançar o seu terceiro álbum de estúdio sem título. Ele foi precedido pelo lançamento da primeira compilação de Rowland, Work: The Best of Kelly Rowland, lançado em 25 de Outubro de 2010. A versão americana do seu terceiro álbum, Here I Am, foi lançada em Julho de 2011 e apresenta somente gravações de R&B. Ele gerou o êxito número um na Hot Dance Club Songs "Commander", que reuniu Guetta e Rowland como produtor e cantora. Ela também lançou "Everywhere You Go" (com Rhythm of Africa) para a Copa do Mundo de 2010. Também gravou o dueto "Invincible" com o artista britânico Tinie Tempah, tirado do seu primeiro álbum, Disc-Overy. Em Setembro de 2010, um comunicado de imprensa revelou que Rowland gravou uma versão de "Wonderful Christmastime" para o álbum Now That's What I Call Christmas! 4. Here I Am estreou nos Estados Unidos na terceira posição, a melhor por um álbum da carreira da cantora. "Rose Colored Glasses" foi lançado como o primeiro single da versão internacional. "Forever and a Day" e "Down for Whatever" (com participação de The. WAV.s) foram lançados como o segundo e terceiro singles da versão internacional. "Motivation", o segundo single nos Estados Unidos, liderou a tabela de R&B dos Estados Unidos, tendo recebido o certificado de platina pelo embarque de mais de 500 mil exemplares. "Lay It on Me" (com participação de Big Sean), o terceiro single americano, teve um fraco desempenho gráfico nos EUA, não tendo conseguido sequer se posicionar no top trinta. A canção "Grown Woman" foi lançada inicialmente como um single americano, mas mais tarde foi revelado que foi excluído do álbum, apesar de ter entrado na tabela de R&B.
Em 2012, Rowland lançou o single "Ice", que conta com a participação de Lil Wayne. A música atingiu o seu pico no número vinte e quatro na Hot R&B/Hip-Hop Songs e estreou no número 100 da Billboard Hot 100. No mês seguinte, foi revelado o título do seu quarto álbum de estúdio: Year of the Woman, que mais tarde foi alterado para Talk a Good Game. O primeiro single do álbum, "Kisses Down Low", conseguiu alcançar uma posição melhor que "Ice", o número 72. "Dirty Laundry", o segundo single, também não teve um desempenho favorável nas tabelas musicais.

## Álbuns

### Álbuns de estúdio
| Detalhes do álbum                                                                                | Posições de pico nas tabelas musicais | Posições de pico nas tabelas musicais | Posições de pico nas tabelas musicais | Posições de pico nas tabelas musicais | Posições de pico nas tabelas musicais | Posições de pico nas tabelas musicais | Posições de pico nas tabelas musicais | Posições de pico nas tabelas musicais | Posições de pico nas tabelas musicais | Posições de pico nas tabelas musicais | Vendas                            | Certificações                                        |
| Detalhes do álbum                                                                                | EUA                                   | EUA R&B                               | ALE                                   | AUS                                   | FRA                                   | HOL                                   | IRL                                   | NZL                                   | SUI                                   | UK                                    | Vendas                            | Certificações                                        |
| ------------------------------------------------------------------------------------------------ | ------------------------------------- | ------------------------------------- | ------------------------------------- | ------------------------------------- | ------------------------------------- | ------------------------------------- | ------------------------------------- | ------------------------------------- | ------------------------------------- | ------------------------------------- | --------------------------------- | ---------------------------------------------------- |
| Simply Deep - 22 de Outubro de 2002 - Columbia - CD · download digital                           | 12                                    | 3                                     | 14                                    | 5                                     | 47                                    | 16                                    | 2                                     | 7                                     | 17                                    | 1                                     | - Mundo: 2 500 000 - EUA: 602 000 | - RIAA: Ouro - ARIA: Ouro - BPI: Platina - CAN: Ouro |
| Ms. Kelly - 22 de Junho de 2007 - Columbia - CD · download digital                               | 6                                     | 2                                     | 80                                    | 44                                    | 88                                    | 61                                    | 46                                    | —                                     | 38                                    | 23                                    | - Mundo: 1 200 000 - EUA: 273 000 |                                                      |
| Here I Am - 26 de Julho de 2011 - Universal Motown - CD · download digital                       | 3                                     | 1                                     | —                                     | 61                                    | —                                     | —                                     | 87                                    | —                                     | 69                                    | 43                                    | - EUA: 270 000                    | - BPI: Prata                                         |
| Talk a Good Game - 18 de Junho de 2013 - Republic - CD · download digital                        | 4                                     | 4                                     | —                                     | —                                     | —                                     | —                                     | —                                     | —                                     | 74                                    | 80                                    | - EUA: 215 000                    |                                                      |
| "—" denota itens que não foram lançados nesse território ou falharam a entrar na tabela musical. |                                       |                                       |                                       |                                       |                                       |                                       |                                       |                                       |                                       |                                       |                                   |                                                      |

### Box sets
| Detalhes do álbum                                                                           |
| ------------------------------------------------------------------------------------------- |
| Simply Deep/Ms. Kelly: Deluxe Edition - 27 de Setembro de 2010 - Columbia · Sony Music - CD |

### Álbuns de compilação
| Detalhes do álbum                                                                                        |
| --- |
| Work: The Best of Kelly Rowland - 27 de Setembro de 2010 - Columbia · Sony Music - CD · download digital |
| Playlist: The Best of Kelly Rowland - 18 de Outubro de 2010 - Sony Legacy - CD · download digital        |

## Extended plays
| Detalhes do álbum                                                                            |
| -------------------------------------------------------------------------------------------- |
| Work: Remix Bundle - 25 de Março de 2008 - Sony Music - Download digital                     |
| Ms. Kelly: Diva Deluxe - 25 de Maio de 2008 - Columbia · Sony Music - Download digital       |
| Ms. Kelly Deluxe Digital EP - 27 de Junho de 2008 - Columbia · Sony Music - Download digital |

## Singles

### Como artista principal
| Ano                                                                                                   | Canção                                              | Posições de pico nas tabelas musicais | Posições de pico nas tabelas musicais | Posições de pico nas tabelas musicais | Posições de pico nas tabelas musicais | Posições de pico nas tabelas musicais | Posições de pico nas tabelas musicais | Posições de pico nas tabelas musicais | Posições de pico nas tabelas musicais | Posições de pico nas tabelas musicais | Posições de pico nas tabelas musicais | Certificações                | Álbum                |
| Ano                                                                                                   | Canção                                              | EUA                                   | EUA R&B                               | AUS                                   | FRA                                   | ALE                                   | IRL                                   | HOL                                   | NZL                                   | SUI                                   | UK                                    | Certificações                | Álbum                |
| --- | --------------------------------------------------- | ------------------------------------- | ------------------------------------- | ------------------------------------- | ------------------------------------- | ------------------------------------- | ------------------------------------- | ------------------------------------- | ------------------------------------- | ------------------------------------- | ------------------------------------- | ---------------------------- | -------------------- |
| 2002                                                                                                  | "Stole"                                             | 27                                    | 54                                    | 2                                     | 53                                    | 15                                    | 3                                     | 10                                    | 3                                     | 9                                     | 2                                     | - ARIA: Platina - RMNZ: Ouro | Simply Deep          |
| 2003                                                                                                  | "Can't Nobody"                                      | 97                                    | 72                                    | 13                                    | —                                     | 66                                    | 15                                    | 16                                    | 38                                    | 37                                    | 5                                     | - ARIA: Ouro                 | Simply Deep          |
| 2003                                                                                                  | "Train on a Track"                                  | —                                     | —                                     | 61                                    | —                                     | 93                                    | 44                                    | 83                                    | —                                     | 67                                    | 20                                    |                              | Simply Deep          |
| 2007                                                                                                  | "Like This" (com participação de Eve)               | 30                                    | 7                                     | 13                                    | —                                     | —                                     | 5                                     | 85                                    | 11                                    | 77                                    | 4                                     |                              | Ms. Kelly            |
| 2007                                                                                                  | "Comeback"                                          | —                                     | —                                     | —                                     | —                                     | —                                     | —                                     | —                                     | —                                     | —                                     | —                                     |                              | Ms. Kelly            |
| 2007                                                                                                  | "Ghetto" (com participação de Snoop Dogg)           | —                                     | —                                     | —                                     | —                                     | —                                     | —                                     | —                                     | —                                     | —                                     | —                                     |                              | Ms. Kelly            |
| 2008                                                                                                  | "Work"                                              | —                                     | —                                     | 6                                     | 4                                     | 25                                    | 12                                    | 18                                    | 10                                    | 8                                     | 4                                     | - ARIA: Platina              | Ms. Kelly            |
| 2008                                                                                                  | "Daylight" (com participação de Travis McCoy)       | —                                     | —                                     | 43                                    | —                                     | —                                     | 43                                    | —                                     | —                                     | —                                     | 14                                    |                              | Ms. Kelly            |
| 2010                                                                                                  | "Commander" (com participação de David Guetta)      | —                                     | —                                     | 61                                    | —                                     | 16                                    | 13                                    | 33                                    | 16                                    | 46                                    | 9                                     | - RMNZ: Ouro                 | Here I Am            |
| 2010                                                                                                  | "Rose Colored Glasses"                              | —                                     | —                                     | —                                     | —                                     | —                                     | —                                     | —                                     | —                                     | —                                     | —                                     |                              | Here I Am            |
| 2010                                                                                                  | "Grown Woman"                                       | —                                     | 51                                    | —                                     | —                                     | —                                     | —                                     | —                                     | —                                     | —                                     | —                                     |                              | Não incluso em álbum |
| 2010                                                                                                  | "Forever and a Day"                                 | —                                     | —                                     | —                                     | —                                     | —                                     | —                                     | —                                     | —                                     | —                                     | 49                                    |                              | Here I Am            |
| 2011                                                                                                  | "Motivation" (com participação de Lil Wayne)        | 17                                    | 1                                     | —                                     | —                                     | —                                     | —                                     | —                                     | —                                     | —                                     | 169                                   | - RIAA: 2× Platina           | Here I Am            |
| 2011                                                                                                  | "Lay It on Me" (com participação de Big Sean)       | 106                                   | 43                                    | —                                     | —                                     | —                                     | —                                     | —                                     | —                                     | —                                     | 61                                    |                              | Here I Am            |
| 2011                                                                                                  | "Down for Whatever" (com participação de The WAV.s) | —                                     | —                                     | —                                     | —                                     | 31                                    | 16                                    | —                                     | —                                     | 62                                    | 6                                     |                              | Here I Am            |
| 2012                                                                                                  | "Ice" (com participação de Lil Wayne)               | 88                                    | 24                                    | —                                     | —                                     | —                                     | —                                     | —                                     | —                                     | —                                     | —                                     |                              | Não incluso em álbum |
| 2013                                                                                                  | "Kisses Down Low"                                   | 72                                    | 25                                    | —                                     | —                                     | —                                     | —                                     | —                                     | —                                     | —                                     | —                                     |                              | Talk a Good Game     |
| 2013                                                                                                  | "Dirty Laundry"                                     | 113                                   | 47                                    | —                                     | —                                     | —                                     | —                                     | —                                     | —                                     | —                                     | —                                     |                              | Talk a Good Game     |
| "—" denota itens que não conseguiram entrar nas tabelas musicais ou não foram lançados no território. |                                                     |                                       |                                       |                                       |                                       |                                       |                                       |                                       |                                       |                                       |                                       |                              |                      |

1. ↑  Não foi lançada nos Estados Unidos e no Canadá, mas foi lançada em outros sítios.
2. ↑  Exclusivamente lançada nos Estados Unidos e Canadá.

### Como artista convidada
| Ano                                                                                                   | Canção                                                                                 | Posições de pico nas tabelas musicais | Posições de pico nas tabelas musicais | Posições de pico nas tabelas musicais | Posições de pico nas tabelas musicais | Posições de pico nas tabelas musicais | Posições de pico nas tabelas musicais | Posições de pico nas tabelas musicais | Posições de pico nas tabelas musicais | Posições de pico nas tabelas musicais | Posições de pico nas tabelas musicais | Certificações                                                                             | Álbum                           |
| Ano                                                                                                   | Canção                                                                                 | EUA                                   | EUA R&B                               | AUS                                   | FRA                                   | ALE                                   | IRL                                   | HOL                                   | NZL                                   | SUI                                   | UK                                    | Certificações                                                                             | Álbum                           |
| --- | -------------------------------------------------------------------------------------- | ------------------------------------- | ------------------------------------- | ------------------------------------- | ------------------------------------- | ------------------------------------- | ------------------------------------- | ------------------------------------- | ------------------------------------- | ------------------------------------- | ------------------------------------- | ----------------------------------------------------------------------------------------- | ------------------------------- |
| 2000                                                                                                  | "Separated (Remix)" (Avant com participação de Kelly Rowland)                          | —                                     | 1                                     | —                                     | —                                     | —                                     | —                                     | —                                     | —                                     | —                                     | —                                     |                                                                                           | My Thoughts                     |
| 2002                                                                                                  | "Dilemma" (com Nelly)                                                                  | 1                                     | 1                                     | 1                                     | 6                                     | 1                                     | 1                                     | 1                                     | 2                                     | 1                                     | 1                                     | - ARIA: 3× Platina - BPI: Platina - BVMI: Ouro - IFPI (SUI): Platina - RMNZ: Platina      | Nellyville                      |
| 2003                                                                                                  | "Une femme en prison" (Stomy Bugsy com participação de Kelly Rowland)                  | —                                     | —                                     | —                                     | 62                                    | —                                     | —                                     | —                                     | —                                     | —                                     | —                                     |                                                                                           | 4ème Round                      |
| 2005                                                                                                  | "Here We Go" (Trina com participação de Kelly Rowland)                                 | 17                                    | 8                                     | —                                     | —                                     | —                                     | —                                     | —                                     | 17                                    | —                                     | 15                                    | - RIAA: Ouro                                                                              | Glamorest Life                  |
| 2008                                                                                                  | "No Future in the Past" (Nâdiya com participação de Kelly Rowland)                     | —                                     | —                                     | —                                     | —                                     | —                                     | —                                     | —                                     | —                                     | —                                     | 25                                    |                                                                                           | Electron Libre                  |
| 2009                                                                                                  | "Breathe Gentle" (Tiziano Ferro com participação de Kelly Rowland)                     | —                                     | —                                     | —                                     | —                                     | —                                     | 7                                     | —                                     | —                                     | —                                     | —                                     |                                                                                           | Alla Mia Età                    |
| 2009                                                                                                  | "When Love Takes Over" (David Guetta com participação de Kelly Rowland)                | 76                                    | —                                     | 6                                     | 2                                     | 2                                     | 1                                     | 5                                     | 7                                     | 1                                     | 1                                     | - ARIA: Platina - BPI: Ouro - BVMI: Ouro - IFPI (SUI): Platina - MC: Ouro - RMNZ: Platina | One Love                        |
| 2010                                                                                                  | "Invincible" (Tinie Tempah com participação de Kelly Rowland)                          | —                                     | —                                     | —                                     | —                                     | 39                                    | 13                                    | —                                     | 5                                     | 33                                    | 10                                    | - RMNZ: Ouro                                                                              | Disc-Overy                      |
| 2011                                                                                                  | "Gone" (Nelly com participação de Kelly Rowland)                                       | —                                     | 70                                    | 78                                    | —                                     | —                                     | —                                     | —                                     | —                                     | —                                     | —                                     |                                                                                           | 5.0                             |
| 2011                                                                                                  | "What a Feeling" (Alex Gaudino com participação de Kelly Rowland)                      | —                                     | —                                     | —                                     | —                                     | 84                                    | 38                                    | 66                                    | —                                     | —                                     | 6                                     |                                                                                           | Magnificent                     |
| 2011                                                                                                  | "Favor" (Lonny Bereal com participação de Kelly Rowland)                               | —                                     | 83                                    | —                                     | —                                     | —                                     | —                                     | —                                     | —                                     | —                                     | —                                     |                                                                                           | The Love Train                  |
| 2011                                                                                                  | "Boo Thang" (Verse Simmonds com participação de Kelly Rowland)                         | —                                     | 44                                    | —                                     | —                                     | —                                     | —                                     | —                                     | —                                     | —                                     | —                                     |                                                                                           | Kee Fionna                      |
| 2012                                                                                                  | "How Deep Is Your Love" (Sean Paul com participação de Kelly Rowland)                  | —                                     | —                                     | —                                     | —                                     | —                                     | —                                     | —                                     | —                                     | 72                                    | —                                     |                                                                                           | Tomahawk Technique              |
| 2012                                                                                                  | "Representin'" (Ludacris com participação de Kelly Rowland)                            | 97                                    | 28                                    | —                                     | —                                     | —                                     | —                                     | —                                     | —                                     | —                                     | —                                     |                                                                                           | Ludaversal                      |
| 2012                                                                                                  | "Mama Told Me" (Big Boi com participação de Kelly Rowland)                             | —                                     | —                                     | —                                     | —                                     | —                                     | —                                     | —                                     | —                                     | —                                     | —                                     |                                                                                           | Vicious Lies & Dangerous Rumors |
| 2012                                                                                                  | "Neva End (Remix)" (Future com participação de Kelly Rowland)                          | 52                                    | 14                                    | —                                     | —                                     | —                                     | —                                     | —                                     | —                                     | —                                     | —                                     |                                                                                           | Pluto 3D                        |
| 2013                                                                                                  | "Without Me" (Fantasia com participação de Kelly Rowland & Missy Elliott)              | —                                     | 47                                    | —                                     | —                                     | —                                     | —                                     | —                                     | —                                     | —                                     | —                                     |                                                                                           | Side Effects of You             |
| 2013                                                                                                  | "One Life" (Madcon com participação de Kelly Rowland)                                  | —                                     | —                                     | —                                     | —                                     | 6                                     | —                                     | —                                     | —                                     | 37                                    | —                                     | - BVMI: Ouro                                                                              | Icon                            |
| 2013                                                                                                  | "Let Me Love You" (Pusha T com participação de Kelly Rowland)                          | —                                     | —                                     | —                                     | —                                     | —                                     | —                                     | —                                     | —                                     | —                                     | —                                     |                                                                                           | My Name Is My Name              |
| 2014                                                                                                  | "Love & Sex, Pt. 2" (Joe com participação de Kelly Rowland)                            | —                                     | —                                     | —                                     | —                                     | —                                     | —                                     | —                                     | —                                     | —                                     | —                                     |                                                                                           | Bridges                         |
| 2014                                                                                                  | "Say Yes" (Michelle Williams com participação de Beyoncé e Kelly Rowland)              | —                                     | —                                     | —                                     | —                                     | —                                     | —                                     | —                                     | —                                     | —                                     | 106                                   |                                                                                           | Journey to Freedom              |
| 2015                                                                                                  | "I Know What You Did Last Summer" (Jacob Whitesides com participação de Kelly Rowland) | —                                     | —                                     | —                                     | —                                     | —                                     | —                                     | —                                     | —                                     | —                                     | —                                     |                                                                                           | Não incluso em álbum            |
| 2015                                                                                                  | "This is For My Girls" (junto com Artists for Let Girls Learn)                         | —                                     | —                                     | —                                     | —                                     | —                                     | —                                     | —                                     | —                                     | —                                     | —                                     |                                                                                           | Não incluso em álbum            |
| "—" denota itens que não conseguiram entrar nas tabelas musicais ou não foram lançados no território. |                                                                                        |                                       |                                       |                                       |                                       |                                       |                                       |                                       |                                       |                                       |                                       |                                                                                           |                                 |

### Singlespromocionais
| Ano                                                                                                   | Canção                                                               | Melhores posições nas tabelas | Melhores posições nas tabelas | Álbum                |
| Ano                                                                                                   | Canção                                                               | ALE                           | AUT                           | Álbum                |
| --- | -------------------------------------------------------------------- | ----------------------------- | ----------------------------- | -------------------- |
| 2003                                                                                                  | "Make U Wanna Stay" (com Joe Budden)                                 | —                             | —                             | Simply Deep          |
| 2010                                                                                                  | "Everywhere You Go" (com Rhythm of Africa United)                    | —                             | —                             | Não incluso em álbum |
| 2012                                                                                                  | "Summer Dreaming 2012" (Project B com participação de Kelly Rowland) | 52                            | 62                            | Não incluso em álbum |
| "—" denota itens que não conseguiram entrar nas tabelas musicais ou não foram lançados no território. |                                                                      |                               |                               |                      |

## Outras canções que entraram nas tabelas
| Ano                                                                                                   | Canção                                                                            | Melhores posições nas tabelas | Melhores posições nas tabelas | Álbum                    |
| Ano                                                                                                   | Canção                                                                            | CAN                           | NZL                           | Álbum                    |
| --- | --------------------------------------------------------------------------------- | ----------------------------- | ----------------------------- | ------------------------ |
| 2009                                                                                                  | "Unity"                                                                           | 89                            | —                             | Ms. Kelly                |
| 2011                                                                                                  | "Castle Made of Sand" (Pitbull com participação de Kelly Rowland e Jamie Drastik) | —                             | 37                            | Planet Pit               |
| 2013                                                                                                  | "That High" (Pitbull com participação de Kelly Rowland)                           | 76                            | —                             | Global Warming: Meltdown |
| "—" denota itens que não conseguiram entrar nas tabelas musicais ou não foram lançados no território. |                                                                                   |                               |                               |                          |

## Aparições em álbuns
| Ano  | Canção                                                                          | Álbum                                 |
| ---- | ------------------------------------------------------------------------------- | ------------------------------------- |
| 2005 | "All That I'm Lookin For" (Beyoncé, Kitten Sera, Kelly Rowland)                 | The Katrina CD                        |
| 2006 | "You Will Win"                                                                  | Spirit Rising Vols. 1 & 2             |
| 2007 | "Your Love (So Crazy)" (Bone Thugs-n-Harmony com participação de Kelly Rowland) | Uni-5 The Prequel CD                  |
| 2009 | "It's the Way You Love Me" (David Guetta com participação de Kelly Rowland)     | One Love                              |
| 2009 | "Choose" (David Guetta com participação de Ne-Yo e Kelly Rowland)               | One Love                              |
| 2009 | "Invincible" (Tinie Tempah com participação de Kelly Rowland)                   | Disc-Overy                            |
| 2010 | "Wonderful Christmastime"                                                       | Now That's What I Call Christmas! 4   |
| 2011 | "Slow Motion" (Travis Porter com participação de Kelly Rowland)                 | Differenter 3 (Road Trips & Big Tits) |
| 2011 | "Castle Made of Sand" (Pitbull com participação de Kelly Rowland)               | Planet Pit                            |
| 2012 | "Mine Games" (Rick Ross com participação de Kelly Rowland)                      | Rich Forever                          |
| 2019 | "Girl Gang" (Ciara com participação de Kelly Rowland)                           | Beauty Marks                          |

## Bandas sonoras
| Ano  | Canção                                                                                     | Filme              |
| ---- | ------------------------------------------------------------------------------------------ | ------------------ |
| 2000 | "Have Your Way" (Beyoncé e Kelly Rowland)                                                  | His Woman His Wife |
| 2001 | "Angel"                                                                                    | Down to Earth      |
| 2003 | "Train on a Track"                                                                         | Maid in Manhattan  |
| 2004 | "I'm Beginning to See the Light"                                                           | Mona Lisa Smile    |
| 2004 | "Follow Your Dreams"                                                                       | The Seat Filler    |
| 2004 | "I Need a Love"                                                                            | The Seat Filler    |
| 2005 | "This Is How I Feel" (Earth, Wind & Fire com participação de Sleepy Brown e Kelly Rowland) | Hitch              |
| 2008 | "Love Again"                                                                               | Meet the Browns    |
| 2012 | "Need a Reason" (Future & Bei Maejor com participação de Kelly Rowland)                    | Think Like a Man   |